# Kamidana
Kamidana (jap. 神棚 kami-dana) – w shintō niewielki ołtarzyk do kultu prywatnego, ustawiany w domu mieszkalnym, ale także w sklepie, restauracji czy firmie.

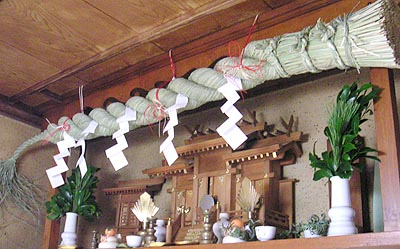
Kamidana

Kamidana ma najczęściej postać miniaturowego chramu, z bramą torii i sznurem shimenawa. Jest on uznawany za miejsce zamieszkania kami czczonego w lokalnym chramie, jak również bywa wykorzystywany do obrzędów związanych z kultem przodków. Na ołtarzyku przechowywane są rozmaite amulety (o-fuda), często przywiezione z pielgrzymki do chramu Ise Jingū. Codziennie stawia się na nim ofiarę, złożoną zazwyczaj z ryżu i sake.